# كايوكو شيباتا
كايوكو شيباتا (باليابانية: 柴田かよこ؛ بالكانا: しばたかよこ) هي ممثلة يابانية، ولدت في 21 فبراير 1980 في كاناغاوا في اليابان.

## أعمال

### أفلام
- جو-أون: الحقد

## وصلات خارجية
- كايوكو شيباتا على موقع IMDb (الإنجليزية)
- كايوكو شيباتا على موقع أول موفي (الإنجليزية)
- كايوكو شيباتا على موقع قاعدة بيانات الفيلم (الإنجليزية)
- كايوكو شيباتا على موقع كينوبويسك (الروسية)